# Wesolowskana marginella
Wesolowskana marginella är en spindelart som först beskrevs av Simon 1883.  Wesolowskana marginella ingår i släktet Wesolowskana och familjen hoppspindlar. Inga underarter finns listade i Catalogue of Life.